# Johann Bentzmann
Johann Bentzmann (* 27. Februar 1727 in Danzig; † 28. Januar 1795 ebenda) war Kaufmann, Bürgermeister und königlicher Burggraf von Danzig.

## Leben
Bentzmann war ein Sohn des Ratsherrn und Richters Johann Bentzmann (1698–1748) und der Anna Schulze. Er wurde im Mai 1745 zusammen mit seinem Bruder Gottfried in die erste Klasse des Akademischen Gymnasiums in Danzig eingeschrieben. Zwei Jahre später begann er ein Studium der Rechtswissenschaften an der Universität Leipzig. Nach seiner Rückkehr nach Danzig wurde er 1753 Vorsitzender des Rates der Kirche und des Hospitals St. Barbara. Als „Bürger-Kind“ erhielt Bentzmann am 10. Juni 1754 die Bestätigung seines Kaufmannsbürgertums und wurde Stadtsekretär. Am 27. Juni heiratete er in der St. Marien, die 1734 geborene Renata, Tochter des Bürgermeisters Christian Gabriel Schröder. Sie starb am 7. März 1756 im Wochenbett und wurde im Grab ihres Vaters beigesetzt.
Bentzmann wurde 1761 Schöffe und acht Jahre später Ratsherr sowie 1772 Richter. In den Jahren von 1778 bis 1792 war er Bürgermeister. Das Amt des ersten Bürgermeisters bekleidete er 1779, 1783, 1787 und 1791, des zweiten 1778, 1782, 1786 und 1790, des dritten 1781, 1785 und 1789 sowie des vierten 1780, 1784, 1788 und 1792. Als Ratsherr übte er 1775 und 1788 als vierter Bürgermeister das Amt des königlichen Burggrafen von Danzig aus. Bentzmann pachtete 1784 Schiewenhorst und Einlage vom Rat der Stadt. Er starb im Januar 1795 und wurde am 5. Februar in St. Marien beigesetzt.
Sein Sohn Johann Gabriel Bentzmann (1756–1813) wurde Vater von zwei Töchtern und war der letzte männliche Vertreter der Familie.